# Желю войвода (село)
Желю войвода е село в Югоизточна България. То се намира в община Сливен, област Сливен.

## География
Разположено на левия бряг на река Тунджа. На 18 km югоизточно от Сливен и 15 km северно от Ямбол. Гара по жп линията София – Сливен – Бургас.

## История
Данни за населеното място се срещат още в пътеписи от 15-16 век. Обединено е от три съседни махали – Лулица (Чибук), Черкешлий и Нова Махала. Носило е името Михайлово (до 1938 г.) по името на църквата „Св. Михаил“ (построена в близост до центъра на селото).
Селото е наречено на името на хайдутина Желез Добрев Железчев, известен като Желю войвода.
На 4,5 km южно от центъра на с. Желю войвода, в подножието на Зайчи връх, се намира националният археологически резерват Кабиле, в който се намират развалините на едноименния древен тракийски град, както и модерен археологически музей

## Религии
Черквата в селото е построена през 1899 година и е посветена на свети Архангел Михаил. През 2024 година храмът е обновен.
Селото е част от Сливенска епархия на Българската православна църква.

## Обществени институции
- Читалище „Даскал Димитър Димов“ – основано през 1908 г., помещаващо в масивна двуетажна сграда с киносалон, библиотека и два клуба. Работи ФТА „Черкешлий“. Колективът е създаден през 1947 г. под ръководството на Костадин Генов – учител самодеец, започнал пресъздаването на местни обичаи, песни и танци. Танцов ръководител е Стайко Стайков. Целта е да се съхранят старите български традиции, да се възроди народното творчество характерно за селото. В продължение на 24 години друг активен общественик, учителят и дългогодишен заместник директор на  училището в селото Ради Димитров продължава активното окомплектоването на танцовия и хоровия състав. Увеличен е фонда на читалищната библиотека до 10 пъти, като фонда му надминава 18 000 книги. Той е и създателя на съставите за художествено слово и театралния състав, както и зоналния празник на фолклора с участието на фолклорни състави от окръга.
- Основно училище „Д-р Петър Берон“ – основано през 1848 г. От месец март 1974 г. се помещава в съвременна триетажна сграда, с физкултурен салон, кабинети по химия, физика и биология.
- Целодневна детска градина „Роза“

## Редовни събития
- Съборът на селото на 6 май.

## Личности
- Желез Добрев Железчев (1810 – 1878), български хайдутин
- Иван Костов – мини дърворезба, носител на международни награди
- Съби Събев (1950 – 2024) – български генерал